# Kostera grzbietoroga
Kostera grzbietoroga (Lactoria fornasini) – gatunek morskiej ryby rozdymkokształtnej z rodziny kosterowatych (Ostraciidae).

## Występowanie
Ocean Indyjski i Spokojny: Afryka Wschodnia, Hawaje i Wyspa Wielkanocna poprzez południe Japonii aż po wyspę Lord Howe. Przebywa w tropikalnych morskich wodach na głębokości od 5 do 80 m. Najczęściej jednak spotykana jest w wodach na głębokości od 6 do 30 m.

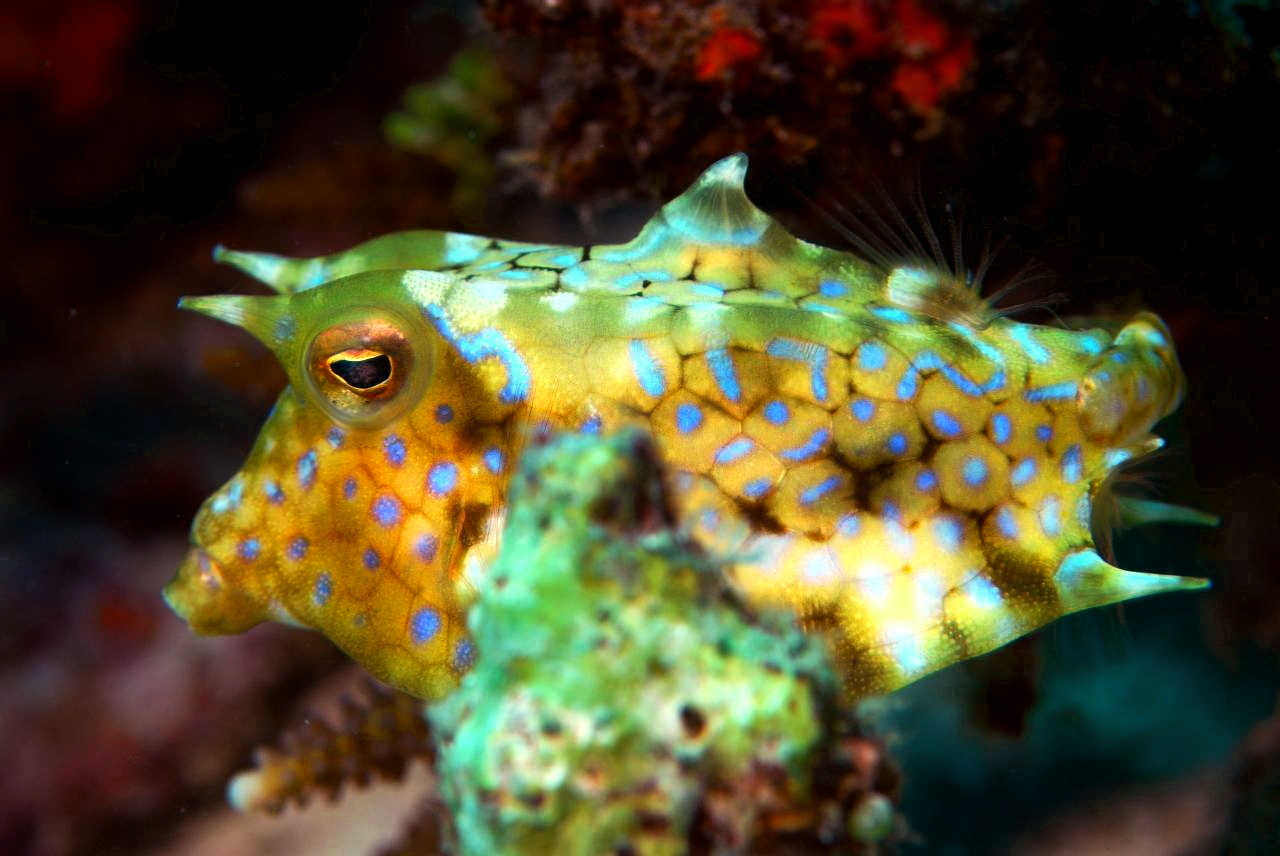
Lactoria fornasini

## Charakterystyka
Na ciele posiada wyrostki przypominające rogi. Podobnie jak u kostery rogatej dwa z nich wystają do przodu przed oczami a dwa skierowane do tyłu znajdują się w okolicy płetwy odbytowej. Jednak charakterystycznym dla tego gatunku jest pojedynczy duży kolec usytuowany na środku grzbietu. Ciało ryby pokryte jest pancerzem zbudowanym z wielokątnych płytek kostnych (przypominającym karapaks żółwi). Ubarwienie ochrowe do jasnobrązowego, czasami zielone. Natomiast samce na końcach swoich rewirów przyjmują zabarwienie żółte z niewielkimi niebieskimi plamami i liniami. 
Dorasta do 23 cm długości (samiec)

## Rozmnażanie
Samce tego gatunku są bardzo terytorialne i zajmują rewir o powierzchni nawet około 500 m². Tworzą grupy haremowe, (czasami wspólnie z młodymi samcami) gdzie na 1 dorosłego samca przypadają najczęściej 4 samice. Rozmnażanie tego gatunku jest bardzo dobrze poznane. Kopulacja odbywa się o zmierzchu, krótko po zachodzie słońca. Para zgodnie unosi się na wodzie; pływając obok siebie wygina ciało łukiem ku górze. Samiec pozostając w miejscu wydaje dźwięki przypominające buczenie. Po czym ikrę i mlecz para wydala do wody. Niektóre samce podchodzą do tarła również z samicami z sąsiadujących rewirów, wówczas zakradając się na ich teren przybierają barwy tych samic. Jeżeli na obcym terytorium znajdzie się jakaś samica gotowa do tarła, wtedy samce z powrotem przyjmują swoje ubarwienie. 

## Hodowla w akwarium
Ryba polecana dla doświadczonych akwarystów. Najlepiej trzymać ją pojedynczo w zbiorniku, bo podobnie jak kostera rogaczek, gdy jest przestraszona lub czuje się zagrożona wydziela do wody truciznę. Zalecana temperatura wody w akwarium od 22 do 28 °C.